# Lilla Karsgöl
Lilla Karsgöl är en sjö i Västerviks kommun i Småland och ingår i Marströmmens huvudavrinningsområde. Sjöns area är 0,03 kvadratkilometer och den är belägen 63 meter över havet.